# Clystea rubra
Clystea rubra là một loài bướm đêm thuộc phân họ Arctiinae, họ Erebidae.